# Медовичка таліябуська
Медовичка таліябуська (Myzomela wahe) — вид горобцеподібних птахів родини медолюбових (Meliphagidae). Відкритий у 2020 році.

## Етимологія
Вид названий на честь села Wahe, через яке проходить шлях до найвищих частин острова, де ці птахи найчастіше трапляються.

## Поширення
Ендемік індонезійського острова Таліабу з архіпелагу Сула в провінції Північне Малуку.

## Спосіб життя
Живе під пологом лісу і на узліссях. Живиться нектаром і фруктами. Птахи були сфотографовані під час харчування на квітах.